# كيرا ماركهام
كيرا ماركهام (بالإنجليزية: Kyra Markham)‏ هي رسامة وفنانة وممثلة أمريكية، ولدت في 1891 في شيكاغو في الولايات المتحدة، وتوفيت في 1967 في بورت أو برانس في هايتي.